# Oloplotosus mariae
Oloplotosus mariae är en fiskart som beskrevs av Weber, 1913. Oloplotosus mariae ingår i släktet Oloplotosus och familjen Plotosidae. Inga underarter finns listade i Catalogue of Life.